# Paulden
Paulden es un lugar designado por el censo ubicado en el condado de Yavapai en el estado estadounidense de Arizona. En el Censo de 2010 tenía una población de 5231 habitantes y una densidad poblacional de 35,39 personas por km².

## Geografía
Paulden se encuentra ubicado en las coordenadas 34°53′24″N 112°29′38″O / 34.89000, -112.49389. Según la Oficina del Censo de los Estados Unidos, Paulden tiene una superficie total de 147.79 km², de la cual 147.79 km² corresponden a tierra firme y (0%) 0 km² es agua.

## Demografía
Según el censo de 2010, había 5.231 personas residiendo en Paulden. La densidad de población era de 35,39 hab./km². De los 5.231 habitantes, Paulden estaba compuesto por el 82.78% blancos, el 0.67% eran afroamericanos, el 1.43% eran amerindios, el 0.36% eran asiáticos, el 0.1% eran isleños del Pacífico, el 11.87% eran de otras razas y el 2.79% pertenecían a dos o más razas. Del total de la población el 24.3% eran hispanos o latinos de cualquier raza.